# رافي باتل
رافي باتل (4 أغسطس 1991 في المملكة المتحدة - ) (بالإنجليزية: Ravi Patel)‏ هو لاعب كريكت بريطاني. لعب مع نادي مقاطعة ميدلسكس للكريكت ‏ ونادي مقاطعة ساسكس للكريكت ‏ وLoughborough MCC University ‏.

## وصلات خارجية
- رافي باتل على موقع إي آس بي آن كريك إنفو (الإنجليزية)